# Junost Maksima
Junost Maksima (russisk: Юность Максима, da.: Maksims ungdom) er en sovjetisk film fra 1935 af Grigorij Kozintsev og Leonid Trauberg.
Filmen er den første i Maksim-trilogien og efterfølges af Vozvrasjtjenie Maksima (da.: Maksims tilbagevenden) og Vyborgskaja storona (da.: Vyborgsiden)) 

## Medvirkende
- Boris Tjirkov - Maksim
- Valentina Kibardina - Natasja
- Mikhail Tarkhanov - Polivanov
- Stepan Kajukov - Dmitrij Savtjenko
- Aleksandr Kulakov - Andrej